# Macrosiphum pallidum
Macrosiphum pallidum är en insektsart som först beskrevs av Oestlund 1887.  Macrosiphum pallidum ingår i släktet Macrosiphum och familjen långrörsbladlöss. Inga underarter finns listade i Catalogue of Life.